# Republica (reklamebureau)
 Der er for få eller ingen kildehenvisninger i denne artikel, hvilket er et problem. Du kan hjælpe ved at angive troværdige kilder til de påstande, som fremføres i artiklen.

 For alternative betydninger, se Republica. (Se også artikler, som begynder med Republica)
Republica A/S er et dansk reklamebureau med rødder i detailhandlen. Det er ejet af Coop amba, som helt tilbage i 1938 åbnede en intern reklameafdeling. Siden 1960 har Republica været et selvstændigt datterselskab, som især beskæftiger sig med med taktisk kommunikation og markedsføring. Udvalgte kunder er Kvickly, SuperBrugsen, Metro, DLG, Irma og wupti.com. 
Nøgletal (2012):
Omsætning: 225,3 mio.
Bruttoavance: 53.7 mio.
Antal medarbejdere: 78.